# Mýtna
Mýtna (ungarisch Vámosfalva) ist eine Gemeinde in der Mitte der Slowakei mit 1106 Einwohnern (Stand 31. Dezember 2024). Sie gehört zum Okres Lučenec, einem Kreis des Banskobystrický kraj.

## Geographie

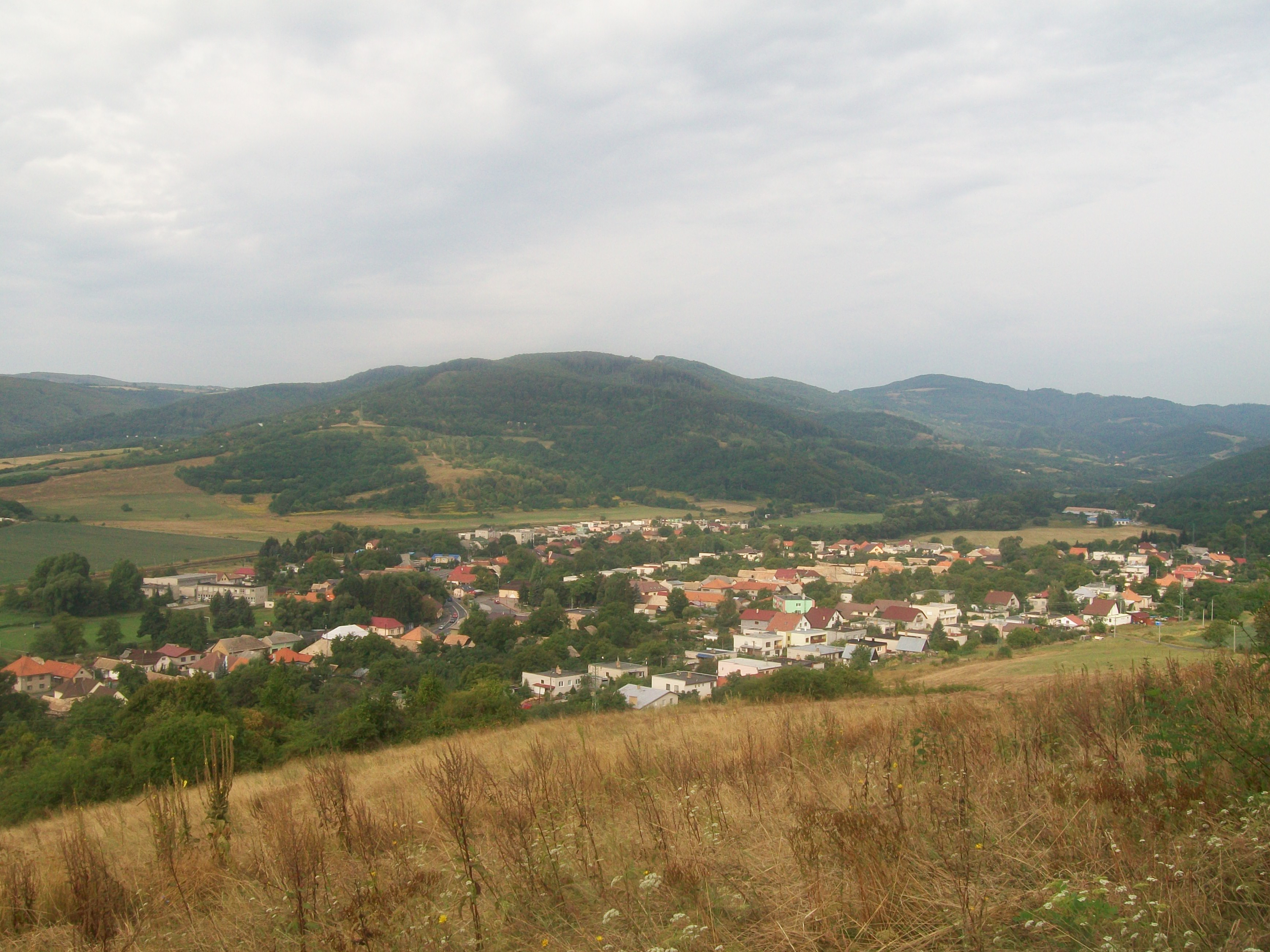
Blick auf Mýtna

Die Gemeinde befindet sich im Tal des Flüsschens Krivánsky potok zwischen dem Gebirge Ostrôžky westlich und dem Slowakischen Erzgebirge östlich und nördlich des Dorfes. Die Höhe im 20,28 km² großen Gemeindegebiet variiert von 250 m n.m. bis 800 m n.m. Das Ortszentrum liegt auf einer Höhe von 260 m n.m. und ist 20 Kilometer von Lučenec sowie 38 Kilometer von Zvolen entfernt.
Nachbargemeinden sind Dobroč im Norden und Osten, Lovinobaňa im Südosten, Divín im Süden und Píla und Podkriváň im Nordwesten.

## Geschichte

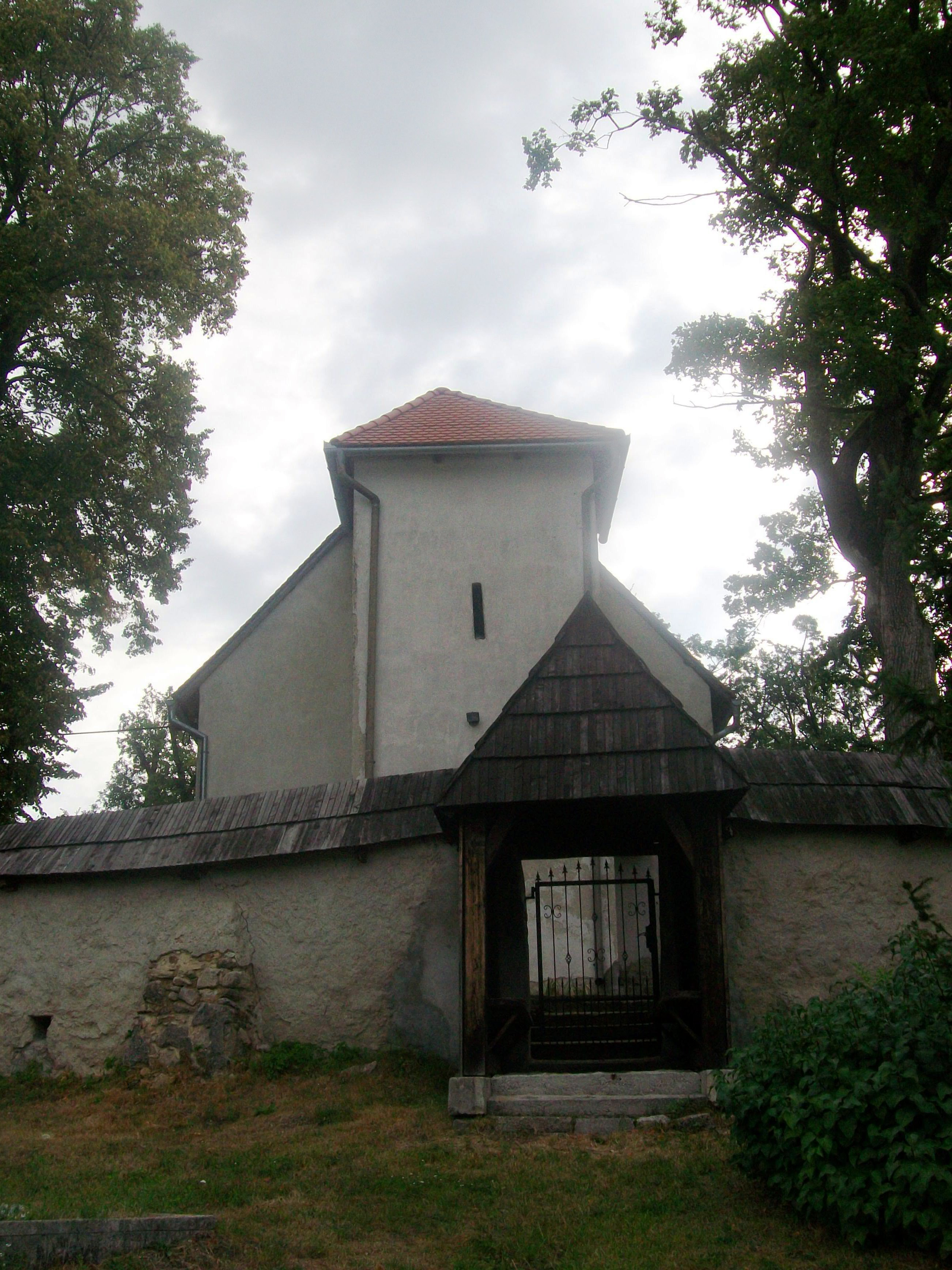
Evangelische Kirche und Umfassungsmauer

Der Ort entstand im 14. Jahrhundert als Teil des Herrschaftsguts der Burg Divín, wurde zum ersten Mal 1393 als Wamuslehutaya schriftlich erwähnt und leitet seinen Namen von einer Mautstelle auf der Straße von Altsohl her ab. Vom 15. bis zum 19. Jahrhundert dauerte die langwierige Besiedlung des Tals des Baches Krivánsky potok. Im späten 16. Jahrhundert lag das Dorf auf der Front zwischen dem Königlichen Ungarn und dem Osmanischen Reich und war 1575–1593 von den Türken besetzt. Im 17. Jahrhundert gab es eine Mühle und Säge, im 18. Jahrhundert eine Dorfbrauerei. 1828 zählte man 102 Häuser und 797 Einwohner, die in Landwirtschaft und Viehhaltung beschäftigt waren. 1857 wurde eine kirchliche Schule gegründet.
Bis 1918 gehörte der im Komitat Neograd liegende Ort zum Königreich Ungarn und kam danach zur Tschechoslowakei beziehungsweise heute Slowakei. Seit 1948 ist das Dorf an das öffentliche Busnetz angebunden, 1950 wurde das Schulgebäude für die örtliche Grundschule gebaut.

## Bevölkerung
| Jahr                | 1994 | 2004    | 2014    | 2024    |
| ------------------- | ---- | ------- | ------- | ------- |
| Anzahl der Personen | 1240 | 1184    | 1188    | 1106    |
| Unterschied         |      | −4,51 % | +0,33 % | −6,90 % |

| Jahr                | 2023 | 2024    |
| ------------------- | ---- | ------- |
| Anzahl der Personen | 1122 | 1106    |
| Unterschied         |      | −1,42 % |

Gemäß der Volkszählung 2011 wohnten in Mýtna 1188 Einwohner, davon 1050 Slowaken, drei Tschechen, zwei Polen und jeweils ein Roma, Russine und Ukrainer; ein Einwohner war anderer Ethnie. 129 Einwohner machten keine Angabe. 490 Einwohner gehörten zur römisch-katholischen Kirche, 381 Einwohner zur evangelischen Kirche A. B., 18 Einwohner zu den Zeugen Jehovas, sieben Einwohner zur griechisch-katholischen Kirche, drei Einwohner zur altkatholischen Kirche, zwei Einwohner zur reformierten Kirche und jeweils ein Einwohner zur evangelistischen Kirche und orthodoxen Kirche; ein Einwohner war anderer Konfession. 110 Einwohner waren konfessionslos und bei 174 Einwohnern wurde die Konfession nicht ermittelt.
Ergebnisse nach der Volkszählung 2001 (1234 Einwohner):
| Nach Ethnie: - 98,62 % Slowaken - 0,73 % Roma - 0,16 % Tschechen - 0,08 % Magyaren | Nach Konfession: - 50,08 % römisch-katholisch - 39,14 % evangelisch - 8,35 % konfessionslos - 0,89 % keine Angabe |

## Bauwerke
- evangelische Kirche, ursprünglich römisch-katholische Annakirche, im gotischen Stil gegen 1300 erbaut
- Holzglockenturm neben der Kirche aus dem 18. Jahrhundert

## Verkehr
Durch Mýtna verläuft die Straße 1. Ordnung 50 (E 58, E 571) und die Bahnstrecke Salgótarján–Vrútky (Teilstrecke Zvolen–Fiľakovo).